# Miller Barber
Miller Barber, född 31 mars 1931 i Shreveport, Louisiana, död 11 juni 2013, var en amerikansk professionell golfspelare. Barber vann många tävlingar både på den amerikanska PGA-touren på 1960- och 1970-talet och Senior PGA Tour (numera Champions Tour) på 1980-talet.
Barber tog examen på University of Arkansas 1954. Han blev professionell fyra år senare och vann sin första tävling på den amerikanska PGA-touren 1964 och totalt vann han 11 PGA-tävlingar.
Han spelade för det amerikanska Ryder Cuplaget 1969 och 1971.
Barber blev kvalificerad för Senior PGA Tour omkring ett år efter att den grundades. Han var en av de dominerande spelarna under 1980-talet tillsammans med spelare som hade haft betydligt mer framgångsrika PGA-karriärer som till exempel Lee Trevino och Arnold Palmer. Han vann totalt 24 seniortävlingar inklusive fem senior majors, varav tre U.S. Senior Open.

## Meriter

### Segrar på PGA-touren
- 1964 Cajun Classic Open Invitational
- 1967 Oklahoma City Open Invitational
- 1968 Byron Nelson Golf Classic
- 1969 Kaiser International Open Invitational
- 1970 Greater New Orleans Open Invitational
- 1971 Phoenix Open Invitational
- 1972 Dean Martin Tucson Open
- 1973 World Open Golf Championship
- 1974 Ohio Kings Island Open
- 1977 Anheuser-Busch Golf Classic
- 1978 Phoenix Open

### Segrar på Champions Tour
- 1981 Peter Jackson Champions, Suntree Seniors Classic, Senior PGA Championship
- 1982 U.S. Senior Open, Suntree Seniors Classic, Hilton Head Seniors International
- 1983 Senior Players Championship, Merrill Lynch/Golf Digest Pro-Am, United Virginia Bank Seniors, Hilton Head Seniors International
- 1984 Roy Clark Challenge, U.S. Senior Open, Greater Syracuse Senior Classic, Denver Post Champions of Golf
- 1985 Sunrise Senior Classic,  U.S. Senior Open,  PaineWebber World Seniors Invitational
- 1986 MONY Senior Tournament of Champions
- 1987 Showdown Classic, Newport Cup
- 1988 Showdown Classic, Fairfield-Barnett Space Coast Classic
- 1989 MONY Senior Tournament of Champions, Vintage Chrysler Invitational

Senior majors visas i fet stil.